# Chrostosoma schausi
Chrostosoma schausi är en fjärilsart som beskrevs av Rothschild 1911. Chrostosoma schausi ingår i släktet Chrostosoma och familjen björnspinnare. Inga underarter finns listade i Catalogue of Life.